# 禁止亵渎国旗修正案

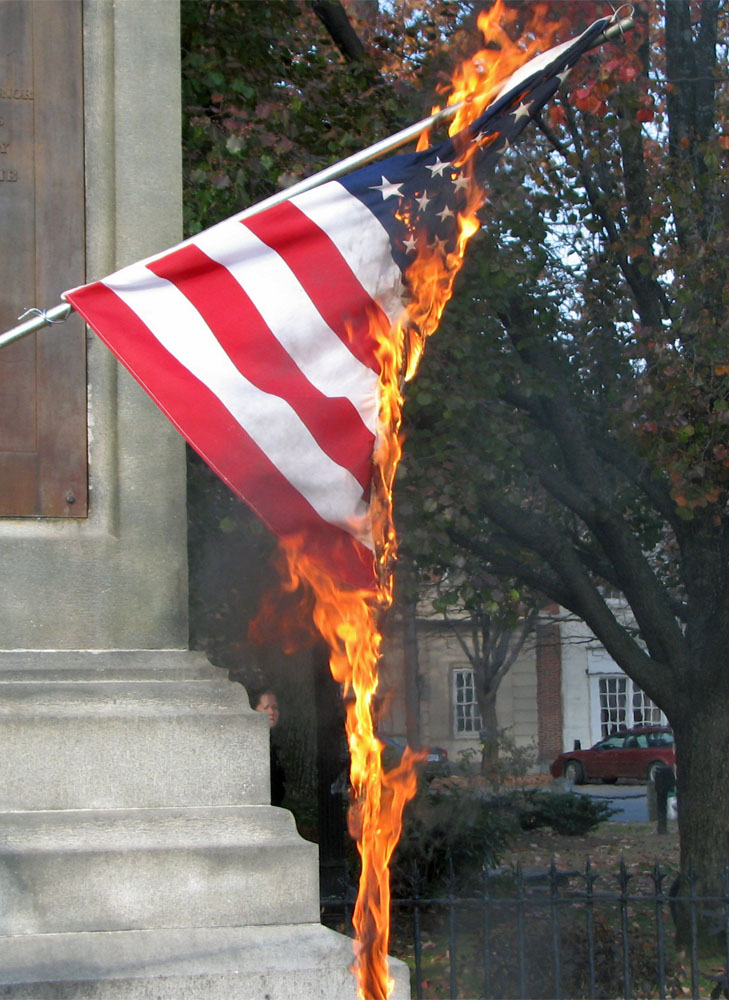
美国国旗正在被焚烧

美国禁止亵渎国旗修正案（英語：Flag Desecration Amendment）通常也称作禁止焚烧国旗修正案，是一个备受争议的美国宪法修正议案，因为它可能使美国国会可以依法禁止那些通过亵渎美国国旗来表达政治观点的行为。亵渎国旗的概念也引起了有关保护国家象征符号、保护言论自由和保护由国家象征符号代表的自由的激烈争论。
虽然该修正议案经常涉及的是通常意义上的“国旗焚烧”，但其表述可能禁止对国旗的各种形式的亵渎行为而不限于焚烧，比如将国旗用于服装或餐布。
2006年6月27日，最近一次的禁止亵渎国旗修正议案在参议院因一票之差被否决。

## 民意调查
2005夏，一项由第一修正案中心（First Amendment Center）发起的民意调查发现：反对通过修改宪法对焚烧国旗定罪的美国人从2004年的53%上升到63%。还有今日美国/盖洛普民意测验于2006年6月的调查发现54%的美国人反对禁止亵渎国旗修正案。一些资料声称今日美国/盖洛普民意测验得出的结论有出入——有56%的人支持宪法修正案。另有2006年6月由CNN发起的民意调查显示56%的美国人支持禁止亵渎国旗修正案。对于亵渎国旗法的民意可视为美国政治傾向自由派（liberal）或保守派（conversative）摇摆的指标。